# Technologiepark Paderborn
Der Technologiepark Paderborn ist ein Gelände mit Büro- und Laborräumen für Technologiefirmen, insbesondere für Ausgründungen aus der Universität Paderborn, in deren Sichtweite er liegt. Er bietet 1.100 Arbeitsplätze auf 26.000 m2 Büro- und Laborfläche. Die Firma dSPACE wuchs im Technologiepark zur heutigen Größenordnung.

## Schwerpunkte
Der Technologiepark Paderborn legt besondere Schwerpunkte auf folgende Bereiche:
- Informations- und Kommunikationstechnologien
- Elektrotechnik
- Optoelektronik
- Oberflächentechnik
- Umwelttechnik
- (alternative) Bautechnologie
- Ingenieurwesen

Diese Schwerpunkte korrespondieren mit Studienfächern der Universität, wodurch Studierende die Möglichkeit nutzen können, theoretische Ausbildung durch Erfahrungen in der praktischen Ausführung zu unterstützen.

## Technologiezentren
Der Technologiepark teilt sich in vier Technologiezentren auf, die in den verschiedenen Gebäuden untergebracht sind:
- Das Technologiezentrum 1 ist eines der Ursprungshäuser. Hier finden vor allem Existenzgründer – teilweise geförderte – Büros mit Sammelnutzflächen. Es wurde 1992 gebaut und beherbergt Konferenzräume sowie eine Kantine.
- Das Technologiezentrum 2 wurde im Juni 1996 fertiggestellt und ist vor allem Zentrum für Optoelektronik und Oberflächentechnik.
- Das Technologiezentrum 3 und weitere Gebäude umfassen eine Vielzahl von diversen Unternehmen, vornehmlich aus dem IT-Bereich.
- Das Technologiezentrum 4 ist das neueste Gebäude im Technologiepark. Es hat ebenso einen Schwerpunkt auf den IuK-/IT-Bereich.

## Eigentümer
Betrieben wird der Technologiepark Paderborn von einer Betreiberfirma, die mehrheitlich im Besitz der städtischen Paderborner Wirtschaftsförderungsgesellschaft ist. Es gibt einen Beirat, in dem neben Vertretern der Eigentümer des Parks Mieterfirmen, der Rektor der Universität, Vertreter der Industrie- und Handelskammer und weitere sitzen. Gefördert wurde der Park vom Wirtschaftsministerium des Landes Nordrhein-Westfalen.